# Moutiers (Meurthe-et-Moselle)
Moutiers település Franciaországban, Meurthe-et-Moselle megyében. Lakosainak száma 1591 fő (2022. január 1.). Moutiers Auboué, Les Baroches, Homécourt, Valleroy és Val de Briey községekkel határos.

## Népesség
A település népességének változása:
| Lakosok száma | 2712 | 2123 | 2036 | 1772 | 1614 | 1574 | 1563 | 1568 | 1568 | 1591 |
|               | 1968 | 1982 | 1990 | 2006 | 2013 | 2015 | 2017 | 2019 | 2020 | 2022 |